# Endrei Walter
Endrei Walter (Budapest, 1921. szeptember 12. – Budapest, 2000. november 27.) textilmérnök, egyetemi tanár, a történettudomány doktora, a technikatörténet tudósa. 1943–1947 között a Pázmány Péter Tudományegyetemen tanult, de eközben, 1939-től 1942-ig a pestszentlőrinci FILTEX gyárban, majd 1943–1945 között az óbudai Goldberger-gyár kikészítő üzemében dolgozott. Itt kezdődött kapcsolata a textiliparral.
Tudományos munkássága a tudománytörténet területén igen szerteágazó, de egyik fő területe mindvégig a textilipar volt.

## Élete és munkássága
1946–1948 között a Mérnökszakszervezetnél, 1948–1949-ben a Textilipari Igazgatóságon, 1949–1952-ben az Országos Találmányi Hivatalban, 1952–1957-ben a Könnyűipari Minisztériumban, majd 1981-ig a Hungarotex Külkereskedelmi Vállalatnál dolgozott. A Textilipari Igazgatóság racionalizálási osztályán pamutfonodai és -szövödei szervezésekkel foglalkozott. Az Országos Találmányi Hivatalban a textilszabadalmi előadói teendőket látta el és az újítási mozgalom szervezésével foglalkozott, a Könnyűipari Minisztériumban a műszaki információs osztályt vezette. Ennek során létrehozta a vállalatok műszaki könyvtár hálózatát, életre hívta a műszaki filmezést és megszervezte a műszaki dokumentációs szolgálatot. A Hungarotexnél először az ipari, majd a műszaki fejlesztési osztály vezetője volt és ebben a minőségében számos beruházás kidolgozásában vett részt, nemzetközi termelési kooperációkat hozott létre, licencek vásárlásában működött közre.
Mindennapi munkája mellett technikatörténeti kutatásokat folytatott, elsősorban a textilipar kialakulásával, fejlődésével kapcsolatban. Szenvedélyesen gyűjtötte a technikatörténet írott és tárgyi emlékeit, ehhez széles körű nyelvtudása is hozzásegítette. A technikatörténet témakörében nagyszámú tudományos és tudományt népszerűsítő cikket publikált hazai és külföldi szakfolyóiratokban, több könyv és egyetemi jegyzet szerzője volt. Nemzetközileg elismert szaktekintélyként rendszeres előadója volt nemzetközi és magyar konferenciáknak. 1950 és 1958 között a Magyar Textiltechnika folyóirat szerkesztője volt.

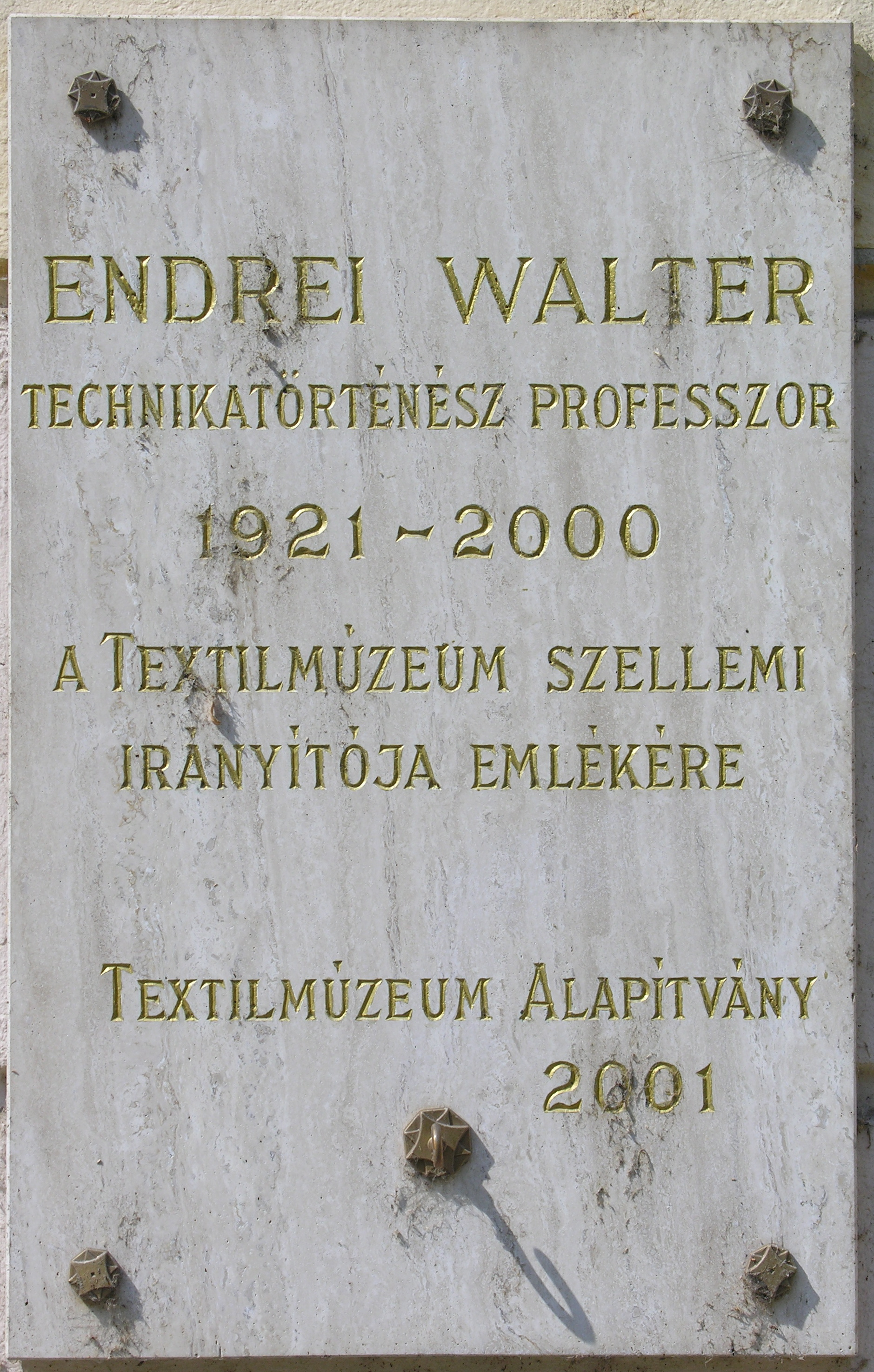
Dr. Endrei Walter emléktáblája a budapesti Textilmúzeum épületén

A magyarországi textilmanufaktúrákról írt disszertációjával 1966-ban kandidátusi, a textilipari munkatermelékenység fejlődésével összefüggő elemző munkájával 1979-ben akadémiai doktori fokozatot szerzett. 1981-től az Eötvös Loránd Tudományegyetem (ELTE) Általános Technika Tanszékének előadójaként bekapcsolódott a technikatörténet oktatásába, majd címzetes egyetemi tanárként nem csak diákokat, hanem egyetemi oktatókat, főiskolai tanárokat is tanított. A Magyar Tudományos Akadémia (MTA) Tudomány- és Technikatörténeti Komplex Bizottság elnöki teendőit is több cikluson át, 2000-ben bekövetkezett haláláig ellátta. Ugyancsak az ő kezdeményezésére alakult meg az ELTE keretében az MTA Technikai Kutatásokat Koordináló Központja, amelynek tudományos irányítója volt.
Elévülhetetlen érdeme a budapesti Textilmúzeum létrehozása, amely ma – éppen Endrei Walter fáradhatatlan erőfeszítéseinek eredményeként – az egykori óbudai Goldberger-gyár egyik eredeti épületében működött (ma az Óbudai Múzeum egyik részlege). Meghatározó módon közreműködött az anyagok összegyűjtésében és a kiállítások megtervezésében. Neki magának is nagy értékű ókori és középkori szövetgyűjteménye volt. 1992-től több éven át a Textilmúzeum Alapítvány első kuratóriumi elnökeként, 2000-ben bekövetkezett haláláig a múzeum szellemi irányítójaként is kiemelkedő munkát végzett.
Élete során számos kitüntetésben részesült, egyebek között 1998-ban megkapta az MTA által a kiemelkedő tudományos életmű elismerésére alapított Eötvös József-koszorút, 2000-ben a közgyűjteményi (könyvtári, levéltári, múzeumi) szakterületen dolgozó szakemberek számára alapított állami Széchényi Ferenc-díjat. A Textilipari Műszaki és Tudományos Egyesület 1980-ban Földes Pál-éremmel tüntette ki, 1986-ban a Műszaki és Természettudományi Egyesületek Szövetségétől MTESZ-díjat kapott.

## Főbb művei
- Sebestyén Endre–Endrei Walter: Textilipari anyag- és áruismeret; Könnyűipari Kiadó, Bp., 1950
- A fonás és szövés története (Népszava Szakszervezetek Országos Tanácsa Lap- és Könyvkiadó Vállalata, 1952)
- Textilipari áruismeret (Társszerző) (Könnyűipari Könyv- és Folyóiratkiadó Vállalat, 1953)
- 1000 kérdés-felelet a technika világából (Társszerző) (Műszaki Könyvkiadó, 1964)
- A termelőerők fejlődése az ipari forradalom korában (Társszerző) (Országos Pedagógiai Intézet, 1964)
- Magyarországi textilmanufaktúrák a 18. században (Akadémiai Kiadó, 1969)
- Régi vegyjelek (Budapest, 1974)
- A textilipar története (Tankönyvkiadó, 1974)
- A középkor technikai forradalma (Magvető Könyvkiadó, 1978)
- Műszaki mendemondák (Műszaki Könyvkiadó, 1985)
- Endrei Walter–Zolnay László: Társasjáték és szórakozás a régi Európában; ill. Major János, Márton László, Szentesné Sinkó Zsuzsanna; Corvina, Bp., 1986
- Patyolat és posztó (Magvető Könyvkiadó, 1989)
- Sherlock Holmes furcsa esete a feltalálóval; Népszava–Mi Világunk, Bp., 1990
- A programozás eredete (Akadémiai Kiadó, 1992)
- A textilipari technikák termelékenységének története (Akadémiai Kiadó, 1993)
- Batthyány Tódor műszaki könyvtára; sajtó alá rend. Endrei Walter; MTA Technikatörténeti Kutatásokat Koordináló Központ–Argumentum, Bp., 1995 (Technikatörténeti források)
- Műszaki innovációk sorsa Magyarországon (Szerkesztő) (Akadémiai Kiadó, 1995)
- The First Hundred Years of European Textile-Printing (Akadémiai Kiadó, 1998)
- Magyarország technikatörténete (Társszerző) (Nemzeti Tankönyvkiadó Rt., 1999)
- Több nemzet vallja magáénak. Tudósok, találmányok és felfedezések a közép-európai régióban; szerk. Endrei Walter, Jeszenszky Sándor; Balassi, Bp., 2001
- Számvetés és Magyar Arithmetica

## Kapcsolódó szócikk
- Textil- és Textilruházati Ipartörténeti Múzeum